# Wendrsonn
Wendrsonn (Wintersonne) ist eine schwäbische Folk-Rock-Band aus dem Rems-Murr-Kreis.

## Geschichte
Gegründet wurde Wendrsonn 2004 von Markus Stricker aus Sulzbach an der Murr und Michael Schad aus Backnang. Beide waren Freunde von Wolle Kriwanek, der als Sänger von Blues und Rockmusik mit schwäbischen Texten bekannt wurde.
Ihren ersten Auftritt absolvierten Wendrsonn im Februar 2005 bei einem Benefiz-Festival für die Opfer der Tsunami-Katastrophe. Kurz nach diesem Konzert stieg Biggi Binder als Sängerin bei Wendrsonn ein.
2008 spielten Wendrsonn als Newcomer bei Rock for Nature im Vorprogramm von Joe Cocker und Roger Hodgson.
2009 verließ Bassist Uli Doderer aus privaten Gründen die Band und wurde durch Ove Bosch ersetzt, der u. a. mit Paul Gilbert, T. M. Stevens, John Lawton, Chuck Rainey und Phil X von Bon Jovi auf der Bühne stand.
Im Jahr 2010 stieg Geiger Klaus Marquardt bei Wendrsonn ein und prägt durch sein virtuoses Spiel nachhaltig den Sound der Band. Marquardt spielte u. a. mit Die Fantastischen Vier, Jon Lord von Deep Purple, Ray Wilson von Genesis, der Woodstock-Legende Miller Anderson, Joy Denalane und Pur.
Schlagzeuger Heiko Peter stieg 2011 bei Wendrsonn ein, nachdem sich seine Band Submarien, mit der er 2006 den Deutschen Rock & Pop Preis gewann, aufgelöst hatte.
Wendrsonn engagieren sich aktiv für die Pflege und den Erhalt des Schwäbischen Dialekts. An mehreren Schulen beteiligten sie sich an Mundart-Projekten und traten u. a. mit Grundschülern gemeinsam auf. Gemeinsam mit der Talschule Backnang gewannen Wendrsonn 2008 den Schülerpreis Baden-Württemberg der Stiftung Kinderland Baden-Württemberg mit dem Projekt „Songs von dahoim“.
Seit 2006 sind Wendrsonn Schirmherren des Kinder- und Jugendhospizdienst Pusteblume der Hospizstiftung Rems-Murr-Kreis e.V.
Seit 2014 sind Wendrsonn beim Label Brother Records der Brüder Vilko und Edo Zanki.
Das fünfte Bandalbum Geile Zeit wurde am 7. November 2015 im Theaterhaus Stuttgart vorgestellt.
2016 traten Wendrsonn beim Blacksheep Festival in Bonfeld im Vorprogramm von Jethro Tull und Manfred Mann’s Earth Band auf.
Weitere Bekanntheit besitzt die Band auch durch die SWR1 Baden-Württemberg Hitparade, in welcher der Titel Da ben i dahoim seit 2013 jedes Jahr platziert war (Stand 2024). Zeitweise befand sich dieser sogar innerhalb der Top 50.
2016 gewannen Wendrsonn beim Deutschen Rock & Pop Preis in vier Kategorien den 1. Platz und in je einer Kategorie den 2. und 3. Platz.
Im Juni 2017 nahmen Wendrsonn im Kangaroo Digital Audio Studio in Karlsdorf-Neuthard ihre sechste CD „Ondrwägs“ auf. Die CD wurde an zwei Tagen vor Publikum live eingespielt. Bei einigen Liedern unterstützte die Band ein Streichquartett.
2019 gastierten Wendrsonn erneut beim Blacksheep Festival in Bonfeld u. a. mit Mando Diao, BAP, Ten Years After, Doro Pesch, Hans Söllner und Albert Hammond.
Im Oktober 2019 verließ Schlagzeuger Heiko Peter die Band aus privaten Gründen und wurde durch Robert „Rob“ Wittmaier aus Ludwigsburg ersetzt.
Ende 2021 verließ Biggi Binder die Band und wurde durch Anke Hagner aus Welzheim ersetzt.
Im September 2022 stieg Chris Weigold als Bassist bei Wendrsonn ein. Weigold studierte E-Bass und Kontrabass an der Johannes Gutenberg-Universität Mainz und tourte mit Künstlern wie Patti LaBelle, Sydney Youngblood, The Weather Girls, Mick Rogers und Gregor Meyle.
Anfang 2024 übernahm Martin Hofpower die Stelle als Bassist. Hofpower ist Gründungsmitglied von Dr. Mablues and the Detail Horns, mit denen er als Gitarrist schon mehrmals auf dem Montreux Jazz Festival gastierte.
Als Bassist tourte er mit der Jason Falloon Band und Hannes Bauer und seinem Orchester Gnadenlos.
Das siebte Bandalbum Älles oder Nix wurde im Drop D Studio Waiblingen aufgenommen und im September 2024 veröffentlicht.
Im Oktober 2024 gewannen Wendrsonn mit ihrem Lied „Geile Zeit“ den Landespreis für Dialekt Baden-Württemberg in der Kategorie Lied/Musik, der vom Dachverband der Dialekte Baden-Württemberg (DDDBW) zusammen mit dem Ministerium für Wissenschaft, Forschung und Kunst Baden-Württemberg erstmalig ausgeschrieben wurde. Überreicht wurde der Preis vom Ministerpräsidenten des Landes Baden-Württemberg Winfried Kretschmann. In der Laudatio wurde Komponist und Texter Markus Stricker als „überzeugender Botschafter der Mundart“ gewürdigt.

## Stil
Wendrsonn mischen Rock, Blues und Folk mit alten traditionellen Melodien und schwäbischen Volksliedern, die teilweise rhythmisch und melodisch verändert werden. Überwiegend handelt es sich beim Repertoire der Band jedoch um Eigenkompositionen, größtenteils aus der Feder von Markus Stricker, mit deutlichen Anleihen von Bluegrass, American Folk und Irish Folk.
Vor allem der durch Effekte und Gitarrenverstärker verfremdene Geigensound und der oftmals zweistimmige Leadgesang prägen den musikalischen Stil von Wendrsonn. Neben klassischen Instrumenten aus der Rockmusik wie E-Gitarre, Keyboard, Schlagzeug und E-Bass werden vermehrt Instrumente wie Banjo, Westerngitarre, Irish bouzouki, Mandoline, Ukulele, Tin Whistle, Blockflöte, Bluesharp, Waschbrett und Akkordeon eingesetzt.
Größtenteils sind die Texte der Band in Schwäbisch. Thematisch befassen sich Wendrsonn gerne mit historischen Ereignissen, alten Sagen, Märchen und Überlieferungen aus dem Schwäbischen und Alemannischen Kulturkreis.
Wolfgang Wulz, Autor, Historiker, Germanist und Vorsitzender des Vereins „schwäbische mund.art e.V“ schrieb in der Backnanger Kreiszeitung „Strickers Texte haben hohe poetische Qualität, sie stellen Heimatkultur in heutiger Zeit dar“.
Typisch für Wendrsonn ist die energiegeladene Bühnenshow, bei der vor allem Markus Stricker hervorsticht. Ein weiteres Markenzeichen ist die ausführliche Moderation zwischen den Liedern, bei der Stricker kabarettistische Elemente einfließen lässt oder sehr detailliert über die geschichtlichen Hintergründe der einzelnen Texte informiert.
Ein weiterer Programmpunkt sind die sogenannten Wendrlieder (Winterlieder), eine Collage aus Titeln der Band, Weisen aus der Renaissance, alten Volks- und Kirchenliedern, die sich alle mit dem Thema Winter und dessen emotionaler Wahrnehmung befassen.

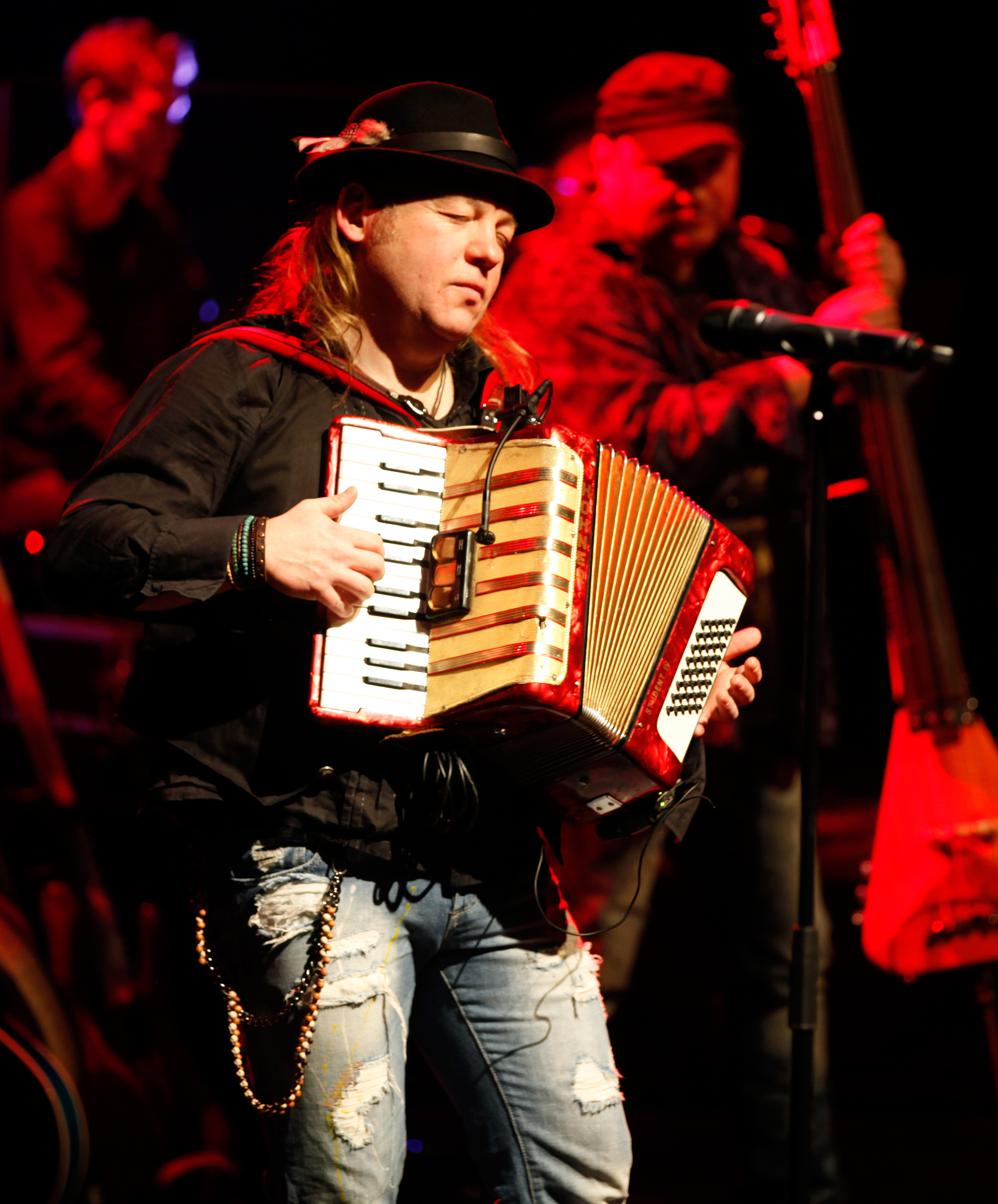
Markus Stricker
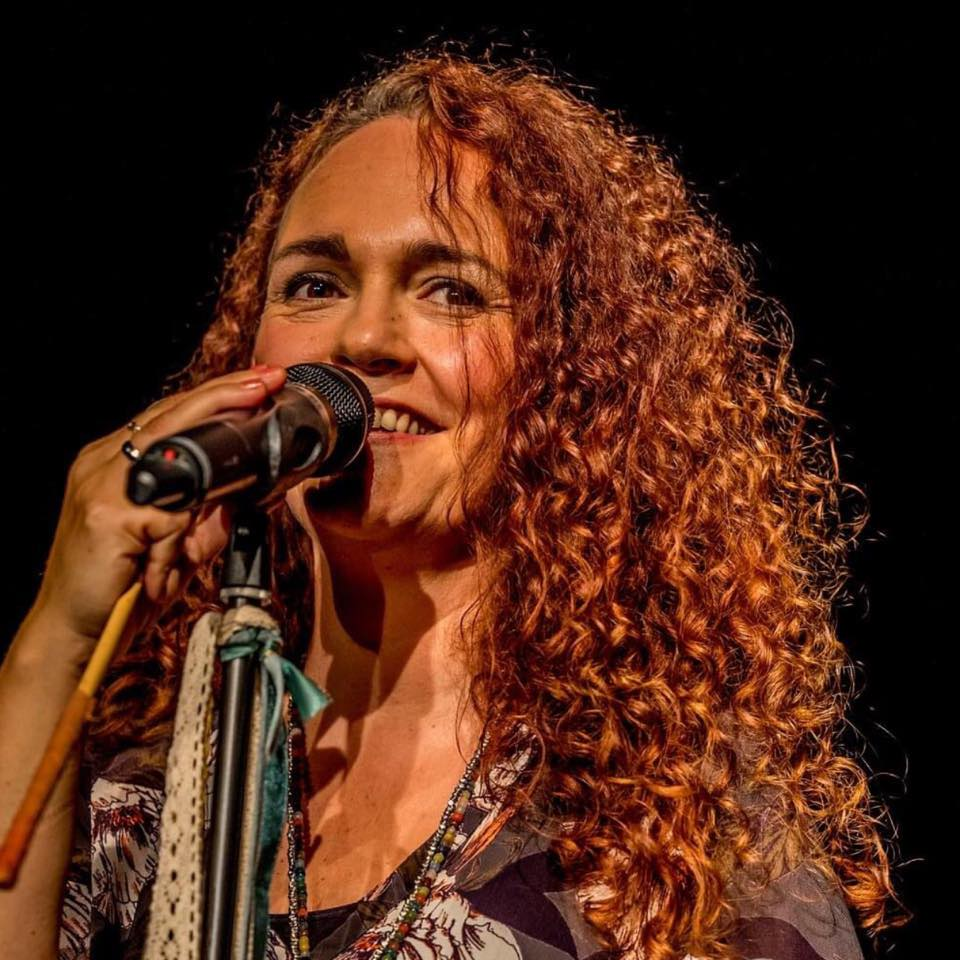
Anke Hagner
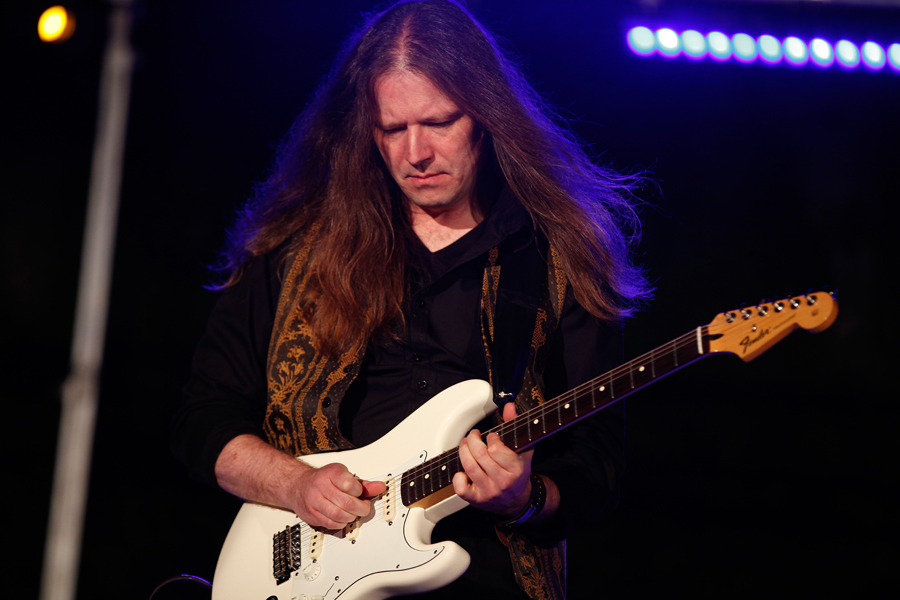
Micha Schad
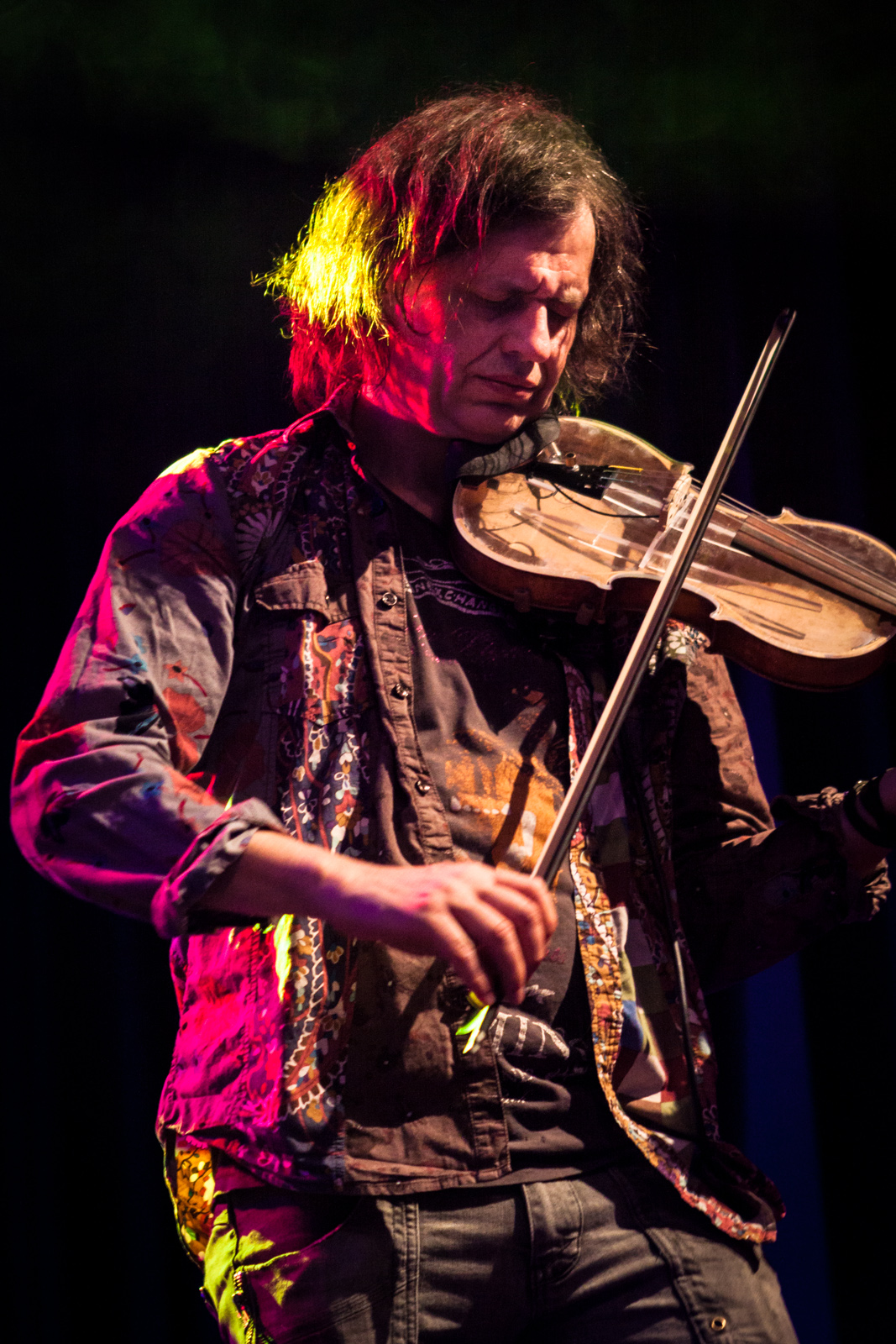
Klaus Marquardt
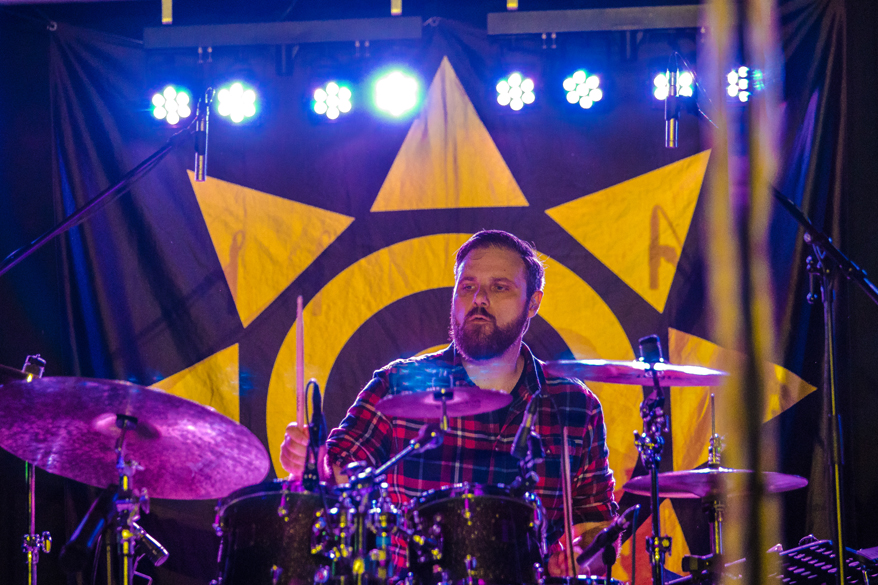
Rob Wittmaier
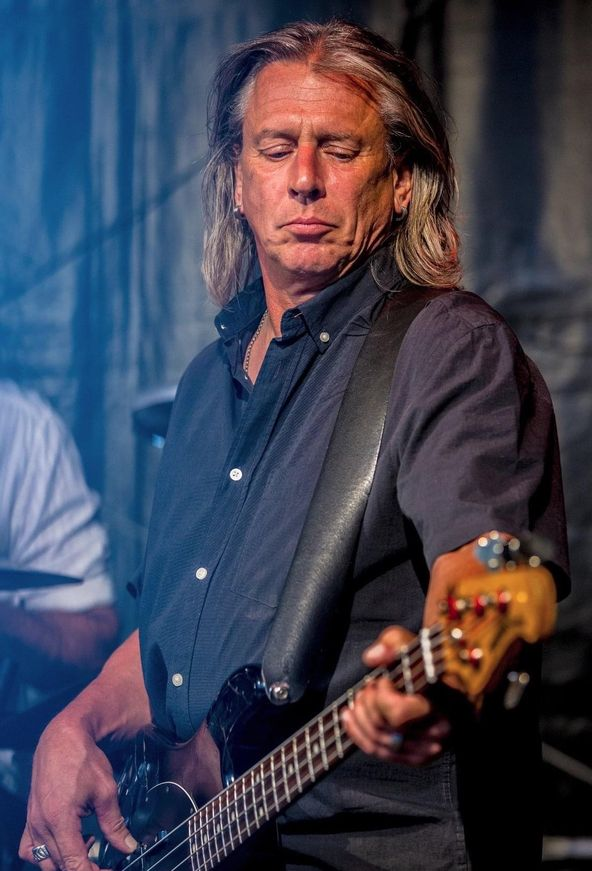
Martin Hofpower

## Diskografie
Alben
- 2006: Songs von Dahoim (FV)
- 2009: Woisch no (Mäule & Gosch)
- 2011: S'Läba isch koin Schlotzer (Mäule & Gosch)
- 2013: Reigschmeckter (Brother Records)
- 2015: Geile Zeit (Brother Records)
- 2017: Ondrwägs (Brother Records)
- 2024: Älles oder Nix (Brother Records)

## Preise und Auszeichnungen
- 2008: Schülerpreis Baden-Württemberg der Stiftung Kinderland Baden-Württemberg gemeinsam mit der Talschule Backnang und dem Projekt „Songs von dahoim“
- 2014: Deutscher Rock & Pop Preis – Zweiter Platz in der Kategorie „Bestes Folkrockalbum“ (Reigschmeckter)
- 2016: Deutscher Rock & Pop Preis – Erster Platz in der Kategorie „Beste Folkrocksängerin“ (Biggi Binder)
- 2016: Deutscher Rock & Pop Preis – Erster Platz in der Kategorie „Bester Folkrocksänger“ (Markus Stricker)
- 2016: Deutscher Rock & Pop Preis – Erster Platz in der Kategorie „Bestes Folkrockalbum“ (Geile Zeit)
- 2016: Deutscher Rock & Pop Preis – Erster Platz in der Kategorie „Bester Instrumentalsolist“ (Klaus Marquardt)
- 2016: Deutscher Rock & Pop Preis – Zweiter Platz in der Kategorie „Beste Folkrockband“
- 2016: Deutscher Rock & Pop Preis – Dritter Platz in der Kategorie „Bester Folkrocksong“ (Geile Zeit)
- 2024: Deutscher Rock & Pop Preis – Zweiter Platz in der Kategorie „Bestes Folkrockalbum“ (Älles oder Nix)
- 2024: Deutscher Rock & Pop Preis – Erster Platz in der Kategorie „Bester Mundart-Interpret“ (Markus Stricker)[10]
- 2024: Landespreis für Dialekt Baden-Württemberg – Erster Platz in der Kategorie „Lied/Musik“ (Geile Zeit)